# 诺韦尔达
诺韦尔达，是西班牙巴伦西亚自治区阿利坎特省的一个市镇。总面积76km2，总人口248人（2001年），人口密度326人/km2。